# Teniposide
Teniposide (tên thương mại Vumon) là một loại thuốc hóa trị  được sử dụng trong điều trị bệnh bạch cầu tăng lympho bào cấp tính ở trẻ em (ALL), ung thư hạch Hodgkin, một số khối u não và các loại ung thư khác. Nó nằm trong nhóm thuốc được gọi là dẫn xuất podophyllotoxin và làm chậm sự phát triển của các tế bào ung thư trong cơ thể.

## Sử dụng trong y tế
Teniposide được sử dụng để điều trị một số loại ung thư ở trẻ em. Ở Mỹ, nó được chấp thuận cho điều trị bậc hai của bệnh bạch cầu lymphocytic cấp tính (ALL) kết hợp với các thuốc chống ung thư khác. Tại châu Âu, nó cũng được chấp thuận để điều trị u lympho Hodgkin, khái quát hóa u lympho ác tính, hồng cầu lưới sarcoma, cấp tính bệnh bạch cầu, u não nguyên phát (glioblastoma, ependymoma, u sao bào), ung thư bàng quang, nguyên bào thần kinh và các khối u rắn khác ở trẻ em.

### Sử dụng
Thuốc được tiêm qua tĩnh mạch và bỏng nếu rò rỉ dưới da. Nó có thể được sử dụng kết hợp với các thuốc chống ung thư khác.

## Chống chỉ định
Thuốc được chỉ định trong khi mang thai và cho con bú, ở bệnh nhân gan nặng hoặc suy thận hoặc suy giảm nghiêm trọng haematopoiesis.

## Tác dụng phụ
Teniposide, khi được sử dụng với các tác nhân hóa trị liệu khác để điều trị ALL, dẫn đến ức chế tủy xương nghiêm trọng. Các tác dụng phụ phổ biến khác bao gồm nhiễm độc đường tiêu hóa, phản ứng quá mẫn và rụng tóc có thể đảo ngược.

## Tương tác
Không có nghiên cứu tương tác có hệ thống có sẵn. Enzym cảm ứng phenobarbital và phenytoin đã được tìm thấy để làm giảm nồng độ trong huyết tương của nó. Về mặt lý thuyết có thể tương tác bao gồm tăng nồng độ trong huyết tương khi kết hợp với natri salicylate, sulfamethizole hoặc tolbutamide, thay thế teniposide từ liên kết protein huyết tương, ít nhất là trong ống nghiệm.

## Dược lý

### Cơ chế hoạt động
Teniposide gây ra sự phá vỡ chuỗi đơn và chuỗi kép phụ thuộc vào liều trong các liên kết chéo DNA và DNA-protein. Chất này đã được tìm thấy hoạt động như một chất ức chế topoisomerase II (một loại enzyme hỗ trợ quá trình giải phóng DNA), vì nó không xen kẽ vào DNA hoặc liên kết mạnh với DNA. Tác dụng gây độc tế bào của teniposide có liên quan đến số lượng đứt gãy DNA sợi đôi được tạo ra trong các tế bào, là sự phản ánh sự ổn định của chất trung gian II-DNA topoisomerase. 

## Hóa học

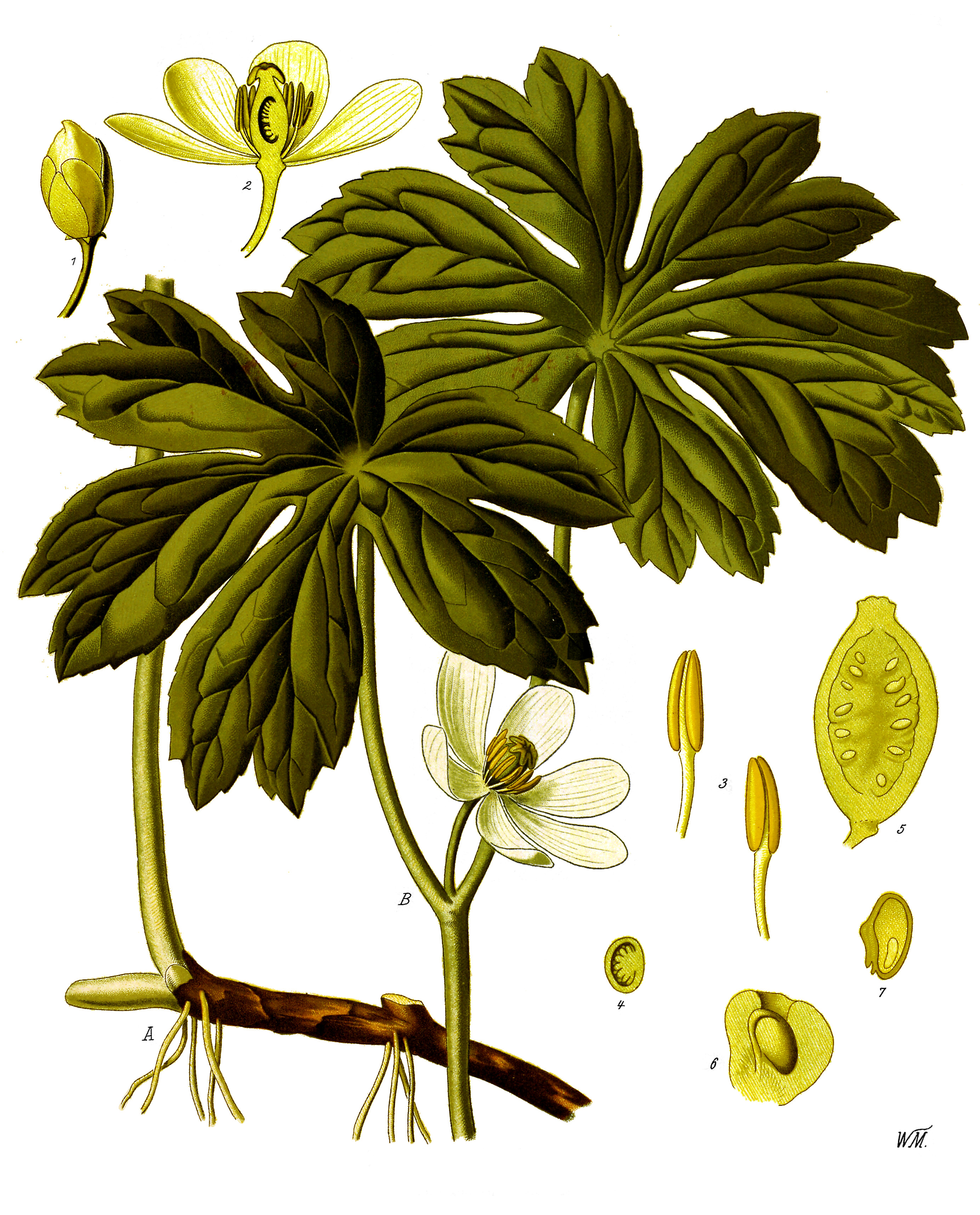
Một minh họa của mandrake hoang dã, cho thấy một phần của thân rễ (ở phía dưới)

Teniposide là một dẫn xuất bán tổng hợp của podophyllotoxin  từ thân rễ của mandrake hoang dã (Podophyllum peltatum). Cụ thể hơn, nó là một glycoside của podophyllotoxin có dẫn xuất D - glucose. Nó tương tự về mặt hóa học với thuốc chống ung thư etoposide, chỉ được phân biệt bằng phần còn lại của thienyl trong đó etoposide có methyl. Cả hai hợp chất này đã được phát triển với mục đích tạo ra các dẫn xuất ít độc hơn của podophyllotoxin.